# Diasello (Achaea)
Diaselo of Diaselo Achaïas of Avrami of Avrami Achaïas of Avrami Kaletzeikon (Grieks: Διάσελο of Διάσελο Αχαΐας of Αβράμη of Αβράμη Αχαΐας of Αβράμι Καλετζέικων) is een Griekse plaats ongeveer 33 km ten zuiden van Patras. De plaats telt ongeveer 330 inwoners. 
Ze hoort deels bij de deelgemeente (dimotiki enotita) Kalentzi, deels bij de deelgemeente (dimotiki enotita) Tritaia, beide sedert 2011 van de fusiegemeente (dimos) Erymanthos, in de Griekse bestuurlijke regio (periferia) West-Griekenland.